# Reconquista (Argentinien)
Reconquista ist eine Stadt im Norden Argentiniens. Sie liegt im Norden der Provinz Santa Fe und ist mit 66.143 Einwohnern (2001, INDEC) die viertgrößte Stadt der Provinz. Sie bildet zusammen mit dem nördlich der Stadt gelegenen Avellaneda (23.077 Einwohner) eine kleine Agglomeration mit 89.220 Einwohnern.

## Lage
Reconquista liegt an einem Nebenarm des Río Paraná, dem Río San Jerónimo. Die Umgebung wird zur Trockenwaldlandschaft des Gran Chaco gezählt. Das Klima ist subtropisch mit sehr heißen Sommern und mäßig warmen Wintern.

## Geschichte
1748 wurde eine Jesuitenmission am späteren Reconquista gegründet, die die einheimische Bevölkerung zum Christentum bekehrten. Diese wurde jedoch schon 1818 wieder aufgegeben. Im Jahr 1872 wurde die strategische Bedeutung (militärisch und wirtschaftlich) des Ortes wegen seiner Grenznähe zu Brasilien und Paraguay, sowie wegen der Rohstoffe (hauptsächlich Holz) und Weidegründe vom damaligen Kriegsminister erkannt. So wurde im gleichen Jahr zur Erschließung des Nordostens Argentiniens von Buenos Aires aus General Manuel Obligado ausgesendet. Im gleichen Jahr eroberte er den Platz zurück und gründete einen Militärstützpunkt. Dieses Ereignis (Reconquista: spanisch für Zurückeroberung) gab der Stadt ihren Namen, die daneben gegründet wurde. Die ersten Bewohner der Stadt waren dann auch die Soldaten mit ihren Familien, die hier zur Verteidigung und Eroberung des Nordostens eingesetzt wurden und ein Stück Land an Stelle von Sold übertragen bekamen. Mit ihnen kamen auch Händler. Neben den Militäranlagen wurden „Häuschen aus Lehm und Stroh für die Chefs und Offiziellen“ erbaut. General Obligado wurde von der Provinzregierung mit der Verteilung des Landes beauftragt, das von den Einheimischen erobert worden war. Das an die Soldaten vergebene Land verloren diese dann bei Glücksspielen und durch Trunkenheit hauptsächlich an die ebenso hinzugezogenen Händler zur Bezahlung ihrer Rechnungen. So wurden später ganze Stadtteile auf dem Grund und Boden einiger weniger Kaufleute errichtet, deren Familien diesen meist bis heute noch besitzen.
Dies führte auch dazu, dass Reconquista bald eine sehr heterogene Bevölkerung besaß, die aus Nachkommen der Spanier, Mestizen, Indianer und Einwanderern aus anderen Ländern Europas bestand. 
1889 wurde der Hafen 15 Kilometer östlich des Zentrums gebaut, zu dem die 1913 gegründete Tranway Rural Reconquista bis zu zweimal täglich fuhr. 1921 erhielt Reconquista die Stadtrechte.
Reconquista spielte Ende der 1960er-Jahre und in den 1970er-Jahren eine zentrale Rolle im Kampf der Guerilla in Argentinien.
Während der Militärdiktatur 1976–1983 hatte die Stadt Reconquista einen starken Bevölkerungszuwachs zu verzeichnen (bei der Volkszählung im Jahr 1980 wurden 42700 Einwohner gezählt), da die wachsende Industrie und der Handel verstärkt Arbeitskräfte nachfragten. Insbesondere aber wurden Saisonkräfte für die Baumwollernte benötigt. Die Migration bedeutete eine Zunahme von Familien mit geringen finanziellen Mitteln und ein großes Defizit an Wohnungen.

Um dieses Problem zu lösen, unterzeichnete der damalige Bürgermeister während der „De-facto-Regierung“ (Militärdiktatur) im April 1980 die Verordnung „Plan para Eradicación de Ranchos“ („Plan zur Ausrottung von Lehmhütten“) und stellte zwei Gelände außerhalb der Stadtgrenzen für ein Pilotprojekt zur Verfügung. Aus dem einen wurde das Barrio „La Cortada“ und aus dem anderen das Barrio „Virgen de Guadalupe“. Letzteres liegt etwa fünf Kilometer vom Zentrum Reconquistas im Südwesten entfernt. 
Die von der Umsiedlung betroffenen Familien wurden, um ihnen „größere Sicherheit“ zu bieten, von den Rändern der öffentlichen Straßen, der Nationalstraße und der Zufahrtsstraße zum Industriegebiet auf das freie Feld umgesiedelt. 
Diese Familien und Einzelpersonen schlossen mit der Stadt Reconquista einen Kaufvertrag ab, der ihnen Baugrundstücke von jeweils 10 × 14,30 Meter übertrug. Auf diesen sollte im hinteren Teil als Provisorium ein traditionelles „rancho“, eine Lehmhütte, erbaut werden. In einem weiteren Schritt sollte dann ein stabiles Steinhaus im vorderen Teil der Parzelle erbaut werden. Insgesamt besteht das Barrio „Virgen de Guadalupe“ aus 16 Häuserblöcken à 28 Baugrundstücken.

## Sehenswürdigkeiten
Neben der Kirche Inmaculada Concepción (1872) ist die Mansión Frey von 1920 sehenswert. Ein weiterer Anziehungspunkt ist der Hafen von 1889, der heute allerdings kaum noch benutzt wird, sondern eher als Naherholungsgebiet der Stadt gilt.

## Wirtschaft
Die wichtigen in Reconquista vertretenen Wirtschaftszweige sind: Fleischverarbeitung, Öl- und Getreideverarbeitung, sowie Textilgewerbe, das die Baumwollernte der umliegenden Felder verarbeitet.
Mit der Firma „Vincentin“ ist Südamerikas ehemals größte und modernste Speiseölfabrik in Reconquista/Avellaneda angesiedelt. Ebenso ist die Firma "Electroluz" mit überregionaler Bedeutung hier ansässig. Beide Firmen engagieren sich im sozialen und kulturellen Sektor.
Etwa 7 Kilometer südlich der Stadt befindet sich der Flughafen Reconquista.

## Städtepartnerschaft
- Albacete, Spanien, seit 1998

## Söhne und Töchter der Stadt
- Gabriel Batistuta (* 1969), Fußballspieler
- Dante Gustavo Braida (* 1968), katholischer Geistlicher, Bischof von La Rioja
- Ángel Comizzo (* 1962), Fußballtrainer
- Marcos Flores (* 1985), Fußballspieler